# Agrypon scutellatum
Agrypon scutellatum är en stekelart som först beskrevs av Hellen 1926.  Agrypon scutellatum ingår i släktet Agrypon och familjen brokparasitsteklar. Inga underarter finns listade i Catalogue of Life.